# Lars Hillar
Lars Hillar, född den 30 december 1983, är en svensk innebandyspelare. Han är målvakt i SK GAP/Saku i Estniska superligan. Han värvades från Hovshaga AIF i Svenska Division 3 under 2014. Lars Hillar var under säsongen 2015 med SK GAP/Saku i deras andra mästerskapsfinal någonsin. Laget förlorade dock finalen efter 3-0 i matcher mot TTÜ SK.
År 2016 vann Lars Hillar Estniska mästerskapen i innebandy med SK Link Saku, deras första och enda mästerskapstitel i klubbens historia.. Laget vann finalserien mot Eesti Maaülikooli Spordiklubi från Tartu med 3-2 i matcher. Lars Hillar valdes det året till slutspelets värdefullaste målvakt av Estniska innebandyförbundet.. Senare samma år deltog Lars Hillar och SK Link Saku i Euro Floorball Cup och placerade sig på en tredje plats.
År 2018 spelade SK Link Saku med Lars Hillar återigen i final i Estniska mästerskapen, denna gången mot Sparta Team Automaailm, men förlorade med 3-5.